# Ellen-Sylvia Blind
Ellen-Sylvia Blind, född 12 juli 1925, död 5 maj 2009 i Jukkasjärvi, var en svensk-samisk författare.

## Biografi
Ellen-Sylvia Blind växte upp i en renskötares familj, där hon talade nordsamiska som modersmål. 1946 gifte hon sig med Lars-Johan Blind, även han renskötare, med vilken hon fick sex barn. De fortsatte att bo i norra Sverige resten av livet. Ellen-Sylvia skötte hemmet, men deltog också i traditionellt hantverk som sömnad.
Efter att ha gått på den samiska vuxenskolan i Jokkmokk kunde hon skriva böcker på sitt modersmål. 1976 spelade hon in sina minnen, inklusive åren i skolan, i Muitot ja jur’dagat (Minnen och tankar), där hon kommenterade den diskriminering samerna upplevde, särskilt när de förbjöds att använda sitt eget språk. Hon var trogen kristen och gav ut Mu osku ja eallin (Min tro och mitt liv) 1981. Av särskilt intresse är hennes Sogas sohkii (Familj till familj) där hon betonar sin önskan att bevara samiska traditioner åt yngre generationer. Hon var också poet och flera av hennes dikter tonsattes.
Ellen-Sylvia Blind har bidragit till de samiska språken genom att spela in sina minnen av sitt samiska liv på sitt språk nordsamiska. Hon var en hängiven kristen och skrev dikter, av vilka några har tonsatts.
Ellen-Sylvia Blind dog den 5 maj 2009 och ligger begravd på kyrkogården i Arjeplog.